# Калюга (Смолевицький район)
Калюга (біл. вёска Калюга) — село в складі Смолевицького району Мінської області, Білорусь. Село підпорядковане Драчківській сільській раді, розташоване в центральній частині області.